# Échecs sombres
Les échecs sombres (anglais : Dark chess ; parfois appelés échecs avec brouillard de guerre (Fog of War chess)) sont une variante du jeu d'échecs à information incomplète, proche du Kriegspiel. Ils ont été inventés par Jens Bæk Nielsenet Torben Osted en 1989. Les joueurs ne voient que leurs propres pièces et le contenu des cases où ils pourraient jouer légalement.

## Règles
L'objectif n'est pas de mater le roi, mais de le capturer, et  les joueurs ne sont pas avertis qu'ils sont en échec, ou que leur coup serait normalement illégal pour cette raison.
Chaque joueur ne voit que ses propres pièces, et le contenu des cases sur lesquelles ces pièces pourraient jouer (et donc éventuellement capturer un pion ou une pièce ennemie) ; les cases cachées sont indiquées par des marqueurs, pour ne pas être confondues avec des cases visibles mais vides ; selon les variantes des règles, les cases où des pions ne peuvent avancer sont également dévoilées, ou seulement marquées comme cachées (et donc nécessairement occupées).
Les échecs sombres sont plus faciles à pratiquer sur des  serveurs d'échecs (en tête-à-tête, un arbitre et trois échiquiers sont nécessaires, comme pour le Kriegspiel). En septembre 2020, les échecs sombres étaient la variante la plus populaire sur Chess.com. De petites différences de règles existent selon les serveurs : sur SchemingMind et Chess.com (où le jeu est appelé Fog of War chess) le joueur ne voit pas ce qui est en face de ses pions, mais seulement si la case est vide ou non,. 

## Variantes
Les règles normales des échecs s'appliquant, on peut pratiquer les échecs sombres en combinaison avec n'importe quelle variante des échecs usuels.  Le serveur SchemingMind permet ainsi les variantes suivantes (parmi d'autres):
- Dark chess (échec et mat) – les joueurs sont prévenus lorsqu'ils sont en échec, les coups illégaux pour cette raison le restent, le but du jeu est de mater le roi,
- Dark crazyhouse – combinaison de crazyhouse et des échecs sombres.
- Dark suicide – combination des échecs à qui perd gagne et des échecs sombres.

## Stratégie
Le jeu a une importante dimension stratégique et psychologique.  Le roi doit être soigneusement protégé d'échecs invisibles et non annoncés, et la dame doit se méfier des cavaliers, qui peuvent attaquer en restant cachés.